# Ochotona nubrica
Ochotona nubrica är en däggdjursart som beskrevs av Thomas 1922. Ochotona nubrica ingår i släktet Ochotona och familjen pipharar. IUCN kategoriserar arten globalt som livskraftig.
Denna pipare förekommer i södra Kina och nordvästra Indien. Den vistas där i Himalaya mellan 3000 och 4500 meter över havet. Enligt IUCN:s karta finns arten även i norra Nepal. Habitatet utgörs av klippiga öknar med glest fördelade buskar samt av stäpper på högplatå.

## Underarter
Arten delas in i följande underarter:
- O. n. nubrica
- O. n. lhasaensis